# Glasgow Rangers
Rangers Football Club so nogometni klub v Glasgow na Škotska, ki igra v Škotska Premier Liga, prvi stopnji škotske profesionalne nogometne lige. Njihov dom, Ibrox Stadium (50,817), je na jugozahodu mesta.
Rangers so osvojili več ligaških naslovov in tremov kot katerikoli drugi klub na svetu, zmagal 55-krat, škotskih pokalov. 33 krat in Škotski ligaški pokal 27-krat ter dosegel trikrat v isti sezoni sedemkrat. Rangers sta bili prvi britanski klub, ki je dosegel finale turnirja UEFA in zmagal na evropskem pokalu zmagovalcev pokala leta 1972, po tem, ko je bil leta 1961 in 1967 dvakrat drugič. Tretji zaključni turnir v Evropi je leta 2008 prišel v pokal UEFA z Ocenjeno potovanje 200.000 podpornikov. Rangers imajo dolgoletno tekmovanje s Celtic F.C., dva Glasgow kluba, ki sta skupaj znana kot Old Firm, glede na enega največjih svetovnih nogometnih derbij.
Ustanovljen Marec 1872, je bil Rangers eden prvih 11 prvotnih članov Škotske nogometne lige in je ostal v najvišji ligi neprekinjeno do likvidacije The Rangers Football Club PLC ob koncu sezone 2011-12. Z novim podjetniško identiteto je klub pridobil vstop na četrto stopnjo škotskega nogometnega nogometa pravočasno za začetek naslednje sezone in so ga tri leta v treh letih promovirali, da bi se vrnili na vrh letenja.

## Menedžer
| Ime             | Državljanstvo | Obdobje   | Liga | Pokal | Pokal Liga | UEFA | Skupni |
| --------------- | ------------- | --------- | ---- | ----- | ---------- | ---- | ------ |
| William Wilton  | Škotska       | 1899-1921 | 8    | 1     | —          | —    | 9      |
| Bill Struth     | Škotska       | 1921-1954 | 18   | 10    | 2          | —    | 30     |
| Scot Symon      | Škotska       | 1954-1967 | 6    | 5     | 4          | —    | 15     |
| David White     | Škotska       | 1967-1969 | 0    | 0     | 0          | 0    | 0      |
| William Waddell | Škotska       | 1969-1972 | 0    | 0     | 1          | 1    | 2      |
| Jock Wallace    | Škotska       | 1972-1978 | 3    | 3     | 2          | 0    | 8      |
| John Greig      | Škotska       | 1978-1983 | 0    | 2     | 2          | 0    | 4      |
| Jock Wallace    | Škotska       | 1983-1986 | 0    | 0     | 2          | 0    | 2      |
| Graeme Souness  | Škotska       | 1986-1991 | 3    | 0     | 4          | 0    | 7      |
| Walter Smith    | Škotska       | 1991-1998 | 7    | 3     | 3          | 0    | 13     |
| Dick Advocaat   | Nizozemska    | 1998-2001 | 2    | 2     | 1          | 0    | 5      |
| Alex McLeish    | Škotska       | 2001-2006 | 2    | 2     | 3          | 0    | 7      |
| Paul Le Guen    | Francija      | 2006-2007 | 0    | 0     | 0          | 0    | 0      |
| Walter Smith    | Škotska       | 2007-2011 | 3    | 2     | 3          | 0    | 8      |
| Ally McCoist    | Škotska       | 2011-2014 | 2    | 0     | 0          | 0    | 2      |
| Mark Warburton  | Anglija       | 2015-2017 | 1    | 0     | 0          | 0    | 1      |
| Pedro Caixinha  | Portugalska   | 2017      | 0    | 0     | 0          | 0    | 0      |
| Graeme Murty    | Škotska       | 2017-2018 | 0    | 0     | 0          | 0    | 0      |
| Steven Gerrard  | Anglija       | 2018-2021 | 1    | 0     | 0          | 0    | 1      |

Vmesni trenerji so bili Willie Thornton (2 igre leta 1969), Tommy McLean (4 igre leta 1983), Ian Durrant (1 igre leta 2007) in Graeme Murty (6 igre leta 2017).